# Новосеменкино (Белебеївський район)
Новосеме́нкино (рос. Новосемёнкино, башк. Яңы Семенкин) — село у складі Белебеївського району Башкортостану, Росія. Входить до складу Семенкинської сільської ради.
Населення — 295 осіб (2010; 302 в 2002).
Національний склад:
- чуваші — 91 %